# Armored Core: Master of Arena
 (septembre 2011).
Si vous disposez d'ouvrages ou d'articles de référence ou si vous connaissez des sites web de qualité traitant du thème abordé ici, merci de compléter l'article en donnant les références utiles à sa vérifiabilité et en les liant à la section « Notes et références ».
Armored Core: Master of Arena est un jeu vidéo sorti en 1999 sur la console PlayStation. C'est l'une des deux extensions de Armored Core premier opus de la saga Armored Core. Master of Arena est le dernier Armored Core sorti sur la console PlayStation première génération.

## Histoire
Derrière les évènements qui se sont déroulés près d'Issac City, deux corporations sont endiguées dans une lutte pour le contrôle et la suprématie de la totalité de la population. Durant l'un de leurs plus violents affrontement, un grand nombre de citoyens innocents plongent dans le chaos et périssent. Quelques mois plus tard, un jeune survivant ayant perdu toute sa famille dans le conflit décide de prendre des mesures pour se venger. Sa cible est le pilote d'un AC. Ce pilote est simplement connu comme « Hustler One » et conduit un AC impliqué dans les évènements de ce jour tragique. Afin d'en découvrir plus et de traquer sa proie, le jeune garçon cherche à se faire engager dans le groupe de mercenaire Ravens' Nest. C'est ainsi qu'un nouveau « Raven » entre en jeu.

### Lieux et Groupes

#### Organisations
- PROGTECH - PROGTECH est une compagnie de recherche scientifique qui gagne rapidement en influence et en pouvoir. Leur montée en puissance au sein des corporations est largement attribuée à leurs travaux révolutionnaires concernant le développement d'un AC. À la tête de la R&D et personnage central de la firme, Elan Cubis, est un brillant scientifique.

#### Personnages
- Hustler One - Pilote de l'AC NineBall, c'est aussi le Raven de premier rang dans l'Arène depuis son introduction. On en connait peu à son sujet, peu de Ravens sont prêts à le défier et il accepte rarement des missions. Cependant, un fait semble indiscutable : c'est un combattant aguerri qui affiche peu, voir aucune faiblesse.
- Lana Nielsen - Une opératrice travaillant pour Ravens' Nest. Sympathique au départ, elle sera le guide du joueur après son entrée chez les Ravens' Nest, promettant de mener le joueur dans un combat contre NineBall. Cependant, au fur et à mesure du jeu, ses motivations sont remises en question et, comme très souvent dans l'univers d'Armored Core, il semblerait qu'elle ne soit pas ce qu'elle dit être. Dans l'affrontement final opposant le joueur à NineBall, elle apparait sous son vrai jour, c'est-à-dire le premier Hustler One que le joueur avait combattu.
- Elan Cubis - Chef de PROGTECH et de R&D, c'est également un des plus importants sponsors du joueur. Cubis est suspicieux vis-à-vis de l'organisation Ravens' Nest, c'est pourquoi il demande au joueur de l'aider dans ses investigations. Mais, plus certaines informations sont découvertes, plus le danger devient grand pour lui et le Raven qui l'accompagne au point de se retrouver lui-même dans le collimateur de NineBall.

### Informations supplémentaires
Vers la fin d'Armored Core premier du nom, le joueur est défié par NineBall dans l'une des dernières missions de Ravens' Nest. Celle-ci demande le nettoyage de mines flottantes, mais au lieu d'exécution de la mission, ce sont de puissants AC qui vous attendent. Une voix se fait entendre : « Turn back, it's not too late » (« Faites demi-tour, il n'est pas trop tard »). Après avoir vaincu NineBall, la mission continue, mais si le joueur meurt au sein de ce combat, une cinématique explique alors que la mort du joueur avait été planifiée, telle un assassinat.

## Système de jeu
Master of Arena marque l'installation durable de l'Arène dans les épisodes suivants d'Armored Core. Alors optionnelle dans Project Phantasma, celle-ci fait désormais partie intégrante du jeu. En plus des missions qui font avancer l'histoire, les combats de l'Arène le peuvent aussi et sont également nécessaires pour débloquer des parties d'armure et des crédits. Comme dans Project Phantasma, Master of Arena permet au joueur de charger sa sauvegarde des jeux précédents avec toutes les parties et les crédits déjà accumulés. Master of Arena est le premier des jeux Armored Core à être séparé en deux disques : le premier contenant le jeu en lui-même et l'Arène qui lui est liée, le second contenant une autre Arène, EX Arena, plus étendue, avec un plus grand nombre d'adversaires et de lieux, et débloquant plus de pièces d'AC ainsi que des crédits supplémentaires. Un « Ranker Maker » existe également, permettant au joueur de créer sa propre Arène de toutes pièces ainsi que 10 adversaires personnalisés.
L'un des aspects notable dans le jeu original Armored Core et ses deux extensions PS1 concerne les différentes parties de l'AC, en particulier les armes dont les puissances de feu sont les plus grandes de toute la série. Par exemple, l'original KARASAWA tire plus rapidement que la plupart des fusils AST et des fusils à impulsions des versions suivantes. Le FINGER possède 3000 munitions (500 dans Master of Arena) et le Large Missile est disponible dans deux styles différents, l'une comme regular missile (disparu après Master of Arena), et l'autre la traditionnelle version slow (mais environ deux fois plus rapide que dans les versions suivantes comme ceux dans Last Raven). La version lente des missiles possédait 10 munitions (4 dans Master of Arena) contrairement à 4 actuellement et avait la plus longue portée des missiles premières génération (exception faite de Master of Arena).